# Боргомаро
Боргома̀ро (на италиански: Borgomaro; на лигурски: Borgomâ, Боргома) е село и община в Северна Италия, провинция Империя, регион Лигурия. Разположено е на 249 m надморска височина. Населението на общината е 863 души (към 2011 г.).